# يو إف سي 282
يو إف سي 282: بلاهوفيتش ضد أنكالايف (بالإنجليزية: UFC 282: Błachowicz vs. Ankalaev) هو حدث لفنون القتال المختلطة نظمته يو إف سي، أُقيم في 10 ديسمبر 2022 في تي موبايل أرينا في بارادايس، نيفادا، جزء من وادي لاس فيغاس، الولايات المتحدة.

## الجوائز الإضافية
حصل المقاتلون التالية أسماؤهم على مكافآت قدرها 50 ألف دولار.
- نزال الليلة: دريكوس دو بليسيس ضد دارين تيل
- أداء الليلة: جيمس بونزينيبيو، إيليا توبوريا، راؤول روساس جونيور، جيرزينهو روزينستروك، إيدمن شاهبازيان، كريس كيرتس، بيلي كوارانتيلو، تي جيه. براون، وكاميرون سايمان

مع 11 مكافأة بعد القتال، كان هذا هو الرقم القياسي لأكثر عدد مكافأت ممنوحة في حدث يو إف سي واحد.